# 172
Năm 172 là một năm trong lịch Julius. 

## Sinh
- Lỗ Túc, tướng của Tôn Quyền vào cuối thời Đông Hán.